# Christophe Dugarry
Christophe Jérôme Dugarry (Lormont, 24 de març de 1972) és un exfutbolista francès, que ocupava la posició de davanter.

## Trajectòria
Sorgeix de les categories inferiors del Girondins de Bordeus. El 1988 puja al primer equip, on hi roman vuit anys, en els quals suma 34 gols en 187 partits.
L'estiu de 1996 fitxa per l'AC Milà, equip al qual, un any abans, havia marcat dos gols a la Copa de la UEFA. A l'equip italià hi marca cinc gols en 27 partits. Només hi juga eixa temporada, canviant al FC Barcelona per la temporada 97/98. No obstant això, al mercat d'hivern retorna al seu país, per jugar amb l'Olympique de Marsella.
A Marsella hi juga dos anys, quan al mes de gener del 2000 fitxa pel seu primer equip, el Girondins. En aquesta segona etapa, de dos anys i mig, hi marca nou gols en 65 partits. El 2003 és cedit al Birmingham City FC. Després d'un gran inici, cinc gols en cinc partits, el club anglès materialitza el seu traspàs, però tot just hi disputa 15 partits, marcant un gol, abans de deixar l'equip. Finalment, la temporada 04/05 recala a l'exòtic Qatar SC en el qual no arriba a debutar.

## Selecció
Dugarry ha estat internacional amb la selecció francesa de futbol en 55 ocasions, tot marcant vuit gols. Amb els bleus va guanyar el Mundial de 1998, l'Eurocopa del 2000 i la Copa Confederacions del 2001. També hi va participar en l'Eurocopa de 1996 i al Mundial del 2002.

## Palmarès
FC Girondins de Bordeaux
- 1 Copa Intertoto: 1995
- 1 Copa de la lliga francesa: 2001-02
- 1 Ligue 2: 1991-92

Selecció francesa
- 1 Copa del Món: 1998
- 1 Eurocopa: 2000
- 1 Copa Confederacions: 2001